# Chaudenay-la-Ville
Chaudenay-la-Ville ist eine französische Gemeinde mit 38 Einwohnern (Stand 1. Januar 2022) im Département Côte-d’Or in der Region Bourgogne-Franche-Comté. Sie gehört zum Kanton Arnay-le-Duc und zum Arrondissement Beaune.
Nachbargemeinden sind Chaudenay-le-Château im Norden, Crugey im Nordosten, Colombier und Thorey-sur-Ouche im Osten, Painblanc im Süden und Sainte-Sabine im Westen. 

## Bevölkerungsentwicklung
| Jahr                       | 1962 | 1968 | 1975 | 1982 | 1990 | 1999 | 2008 | 2016 |
| -------------------------- | ---- | ---- | ---- | ---- | ---- | ---- | ---- | ---- |
| Einwohner                  | 64   | 47   | 29   | 23   | 23   | 21   | 37   | 44   |
| Quellen: Cassini und INSEE |      |      |      |      |      |      |      |      |